# Милятинська сільська рада (Буський район)
Миля́тинська сільська́ ра́да — адміністративно-територіальна одиниця та орган місцевого самоврядування в Буському районі Львівської області. Адміністративний центр — село Новий Милятин.

## Загальні відомості
Милятинська сільська рада утворена 1 січня 1964 року.
- Територія ради: 28,632 км²
- Населення ради: 2547 осіб (станом на 2001 рік)
- Територією ради протікає річка Думна

## Населені пункти
Сільській раді підпорядковані населені пункти:
- с. Новий Милятин
- с. Новий Ріпнів
- с. Ріпнів
- с. Старий Милятин

## Склад ради
Рада складається з 14 депутатів та голови.
- Сільський голова: Гриневич Світлана Миколаївна
- Секретар ради: Дворянин Оксана Володимирівна

### Керівний склад попередніх скликань
| Прізвище, ім'я, по батькові  | Основні відомості                                                          | Дата обрання | Дата звільнення |
| ---------------------------- | -------------------------------------------------------------------------- | ------------ | --------------- |
| Гриневич Світлана Миколаївна | Сільський голова, 1963 року народження, член Соціалістичної партії України | 26.03.2006   | 31.10.2010      |
| Гриневич Світлана Миколаївна | Сільський голова, 1969 року народження, освіта вища, позапартійна          | 31.10.2010   | 25.10.2015      |
| Гриневич Світлана Миколаївна | Сільський голова, 1963 року народження, освіта вища, позапартійна          | 25.10.2015   |                 |

Примітка: таблиця складена за даними сайту Верховної Ради України та ЦВК

### Депутати VII скликання
За результатами місцевих виборів 2015 року депутатами ради стали:

#### За суб'єктами висування
| Суб'єкт висування | Кількість обраних депутатів | %      |
| ----------------- | --------------------------- | ------ |
| Самовисування     | 14                          | 100.00 |

#### За округами
| № округу | Прізвище, ім'я, по батькові   | Ким висунуто  | Дата нар.  | Освіта             | Партійна приналежність | Відомості                                                   |
| -------- | ----------------------------- | ------------- | ---------- | ------------------ | ---------------------- | ----------------------------------------------------------- |
| 1        | Максимів Григорій Іванович    | Самовисування | 15.10.1960 | загальна середня   | безпартійний           | Дитячий будинок "Добре серце", завгосп                      |
| 2        | Івануса Степан Степанович     | Самовисування | 22.06.1958 | вища               | безпартійний           | С. Ріпнів УПЦ КП, священик                                  |
| 3        | Цюпка Віра Іванівна           | Самовисування | 13.07.1955 | середня спеціальна | безпартійна            | Пенсіонер                                                   |
| 4        | Колісник Мар'яна Ярославівна  | Самовисування | 09.04.1986 | вища               | безпартійна            | Буськ РДА, гол.спеціаліст                                   |
| 5        | Сорока Ольга Михайлівна       | Самовисування | 30.12.1958 | вища               | безпартійна            | УПСЗН Буської РДА, гол.спеціаліст                           |
| 6        | Прикуда Василь Ярославович    | Самовисування | 08.04.1960 | загальна середня   | безпартійний           | ПП Тайфун-Плюс, кранівник                                   |
| 7        | Боднар Ігор Михайлович        | Самовисування | 28.01.1978 | вища               | безпартійний           | С.Новий Ріпнів УПЦ КП", священик                            |
| 8        | Костюченко Галина Іванівна    | Самовисування | 04.04.1968 | середня спеціальна | безпартійна            | Милятинська сільська рада секретар, секретар сільської ради |
| 9        | Стебак Марія Миколаївна       | Самовисування | 21.09.1970 | вища               | безпартійна            | Фінансове управління Буської РДА", нач.відділу              |
| 10       | Купльовський Євген Романович  | Самовисування | 17.08.1953 | вища               | безпартійний           | пенсіонер                                                   |
| 11       | Дворянин Ірина Володимирівна  | Самовисування | 24.03.1983 | вища               | безпартійна            | ТзОВ Голден телеком, менеджер                               |
| 12       | Бойко Ольга Романівна         | Самовисування | 15.02.1978 | вища               | безпартійна            | Не працююча                                                 |
| 13       | Дворянин Оксана Володимирівна | Самовисування | 02.12.1955 | вища               | безпартійна            |                                                             |
| 14       | Паламар Ірина Андріївна       | Самовисування | 08.11.1984 | вища               | безпартійна            | Буськ терцентр, зав.відділом                                |